# 丸井織物
丸井織物株式会社（まるいおりもの）は、石川県鹿島郡中能登町に本社を置く「織」から「加工（精練・染色・機能性加工）」までを行う繊維メーカーである。

## 沿革
- 1956年：丸井織物株式会社を設立[4]
- 2015年:オリジナルTシャツのUp-Tのサービスを開始
- 2017年：倉庫精練の株式を50%以上を取得[5]

- 2019年：スポーツ衣料の企画・製造販売を手掛けるウィル・テキスタイルを買収[6]
- 2021年：吉本興業の人気芸人かまいたちを起用して、オリジナルTシャツのUp-Tの全国CMを開始[7]
- 2022年：倉庫精練を完全子会社化
- 2024年：倉庫精錬を吸収合併。従業員は好調な事業のみ承継させたアップティーに移籍。

## グループ会社
- 宮米織物株式会社
- 丸井織物(南通)有限公司
- 良川サイジング株式会社
- アップティー株式会社
- オリジナルラボ株式会社
- 株式会社アルファ
- 株式会社カプセルボックス
- 株式会社ウィルテキスタイル
- 株式会社ILEO

## 関連事業
- ミチネイル - 丸井織物が提供するサイト[8]。